# Droits LGBT en Serbie
 (septembre 2023).
Si vous disposez d'ouvrages ou d'articles de référence ou si vous connaissez des sites web de qualité traitant du thème abordé ici, merci de compléter l'article en donnant les références utiles à sa vérifiabilité et en les liant à la section « Notes et références ».

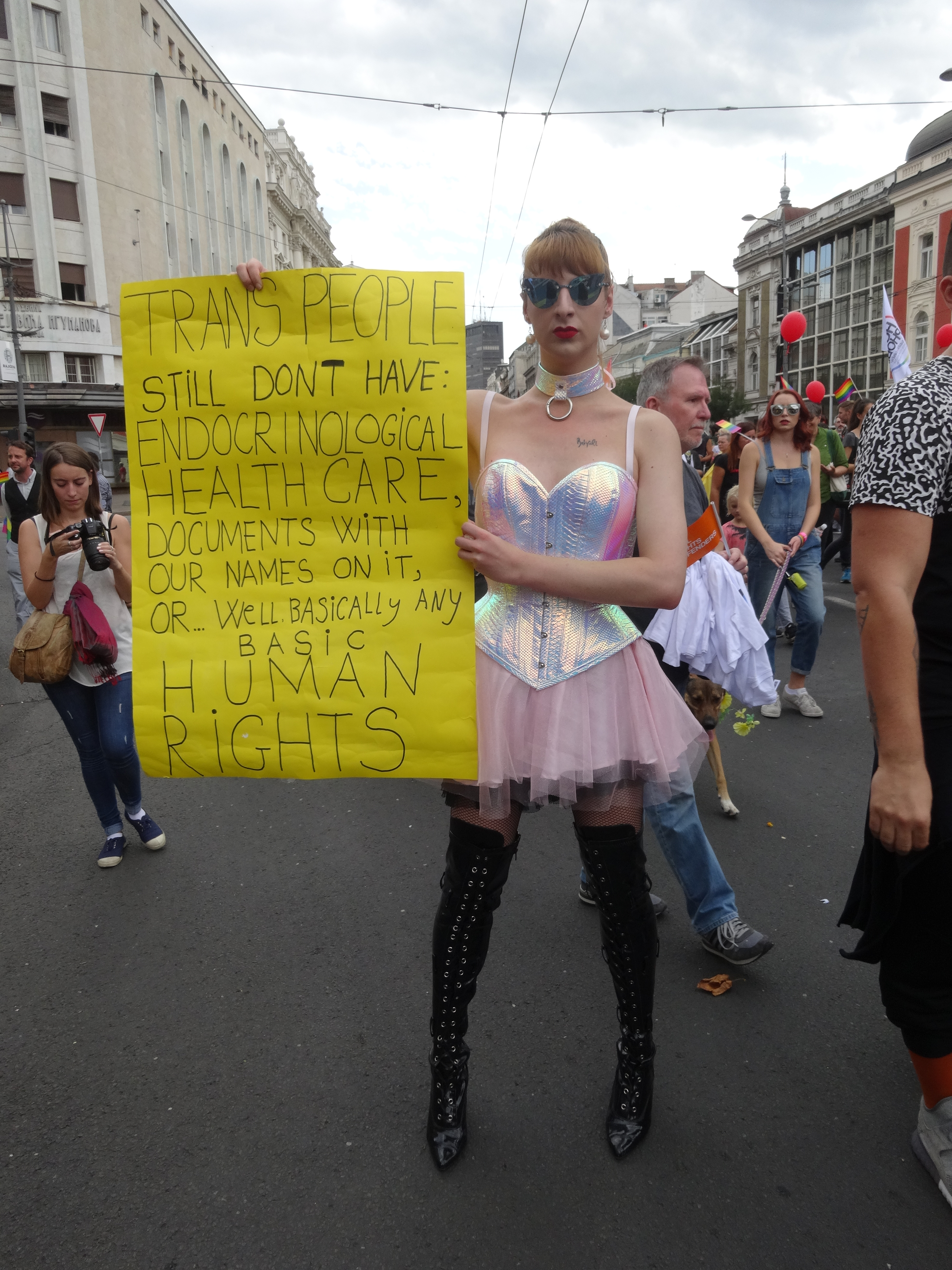
Militante trans lors de la marche des fiertés de Belgrade, en 2017.

Les personnes lesbiennes, gays, bisexuelles et transgenres (LGBT) en Serbie peuvent faire face à des problèmes juridiques spécifiques. Les relations sexuelles gays ou lesbiennes sont légales en Serbie. Les familles homoparentales ne bénéficient pas de la même protection juridique que les autres familles.

## Situation dans les années 2000
En mai 2014, Amnesty International a listé la Serbie parmi les pays qui font preuve d'un clair manque de détermination dans la lutte contre l'homophobie et la transphobie. L'association a notamment pointé du doigt le fait que depuis 2011 (alors que, l'année précédente, des militants ultra-nationalistes avaient attaqué des participants à la marche), les autorités publiques ont systématiquement interdit les Marches des Fiertés LGBT en prétextant de violentes menaces de groupes homophobes. Quelques mois plus tard, en septembre 2014, une Marche des Fiertés LGBT a pu avoir lieu à Belgrade.
En août 2016, Ana Brnabić est nommée ministre de l'Administration publique et des régions par le Premier ministre Aleksandar Vučić. Elle est la première personne ouvertement homosexuelle à devenir ministre en Serbie. Devenu président, Aleksandar Vučić la nomme Première ministre le 15 juin 2017. En 2017, elle est la première chef de gouvernement d’un pays balkanique à participer à une gay pride. La nomination d'Ana Brnabić est cependant considérée par certains comme relevant du pinkwashing, un gage donné par la Serbie à l'Union européenne, afin de favoriser sa procédure d'adhésion.
40 % des Serbes estiment que l'homosexualité est une maladie, selon un sondage de l'Institut national démocratique basé à Washington réalisé en 2015. En 2016, l'Union européenne note que la Serbie a encore à faire des progrès pour protéger ses minorités, dont les personnes LGBT. Par la suite, le primat de l'Église orthodoxe de Serbie a comparé l'homosexualité à la pédophilie et à l'inceste.
En 2022, l'Europride est interdite à Belgrade pour des raisons de sécurité par les autorités, mais les associations LGBTIQ+ décident de maintenir la marche sur un parcours raccourci.

## Législation concernant les relations homosexuelles

### Premier soulèvement serbe (1804-1813)
Durant la période de l'occupation ottomane, l'homosexualité faisait l'objet en Serbie d'interdits religieux et culturels. Le début du XIXe siècle est marqué par une période de relative agitation en Serbie, entrecoupée de périodes de stabilité sporadiques. En 1804, la Serbie obtient son autonomie de l'Empire ottoman à la suite de deux soulèvements. Le Code pénal de Karađorđe ('Карађорђев криминални законик') est promulgué par le Conseil de la Jurisprudence serbe (Praviteljstvujušči sovjet serbski) à la fin du printemps ou au début de l'été 1807. Il reste en vigueur jusqu'au 7 octobre 1813, lorsque l'Empire ottoman reprend le contrôle de la Serbie. Ce Code pénalise certaines questions liées à la vie conjugale et à la sexualité (comme le mariage forcé, le viol, l'infanticide et la séparation ou le divorce sans l'approbation d'un tribunal religieux). Il ne mentionne pas, en revanche, les relations homosexuelles. De fait, l'homosexualité devient légale en Serbie durant cette période de six ans (1807-1813).

### Principauté de Serbie (1815-1882) et royaume de Serbie (1882-1918)
En 1858, l'Empire ottoman, dont la Serbie est nominalement un vassal, légalise les relations homosexuelles.
Cependant, les réformes progressistes des princes Michel Obrenović (1839-1842) et Alexandre Karađorđević (1842-1858) sont annulées lorsque Miloš Obrenović reprend le pouvoir en 1858. Le Kaznitelni zakon, le premier code pénal dont se dote la principauté de Serbie depuis le Moyen Âge, est adopté en 1860. Il rend passible de six mois à quatre ans de prison les relations sexuelles « contre-nature » entre hommes. Comme dans beaucoup d'autres textes de lois en vigueur à l'époque à travers le monde, la sexualité entre femmes est ignorée et elle n'est donc pas mentionnée dans le Kaznitelni zakon.

### Royaume des Serbes, Croates et Slovènes (1918-1929)
En 1918, le royaume de Serbie (qui a succédé à la principauté de Serbie en 1882) se fond dans le royaume des Serbes, Croates et Slovènes. Dans un premier temps, le nouvel État hérite des anciennes législations (souvent contradictoires) des différents territoires qui le composent.

### Royaume de Yougoslavie (1929-1945)
En 1929, le royaume des Serbes, Croates et Slovènes devient le royaume de Yougoslavie. Le Code pénal promulgué cette même année interdit « la débauche contre-nature » (la sodomie), aussi bien dans les relations homosexuelles qu'hétérosexuelles.

### République fédérative socialiste de Yougoslavie (1945-1992)
En 1959, la république fédérative socialiste de Yougoslavie restreint l'interdiction de la sodomie aux seules relations homosexuelles, en abaissant la peine maximale encourue à un an (contre deux précédemment).

#### Province socialiste autonome de Voïvodine
En 1977, les rapports sexuels entre hommes sont légalisés dans la province socialiste autonome de Voïvodine, l'une des deux provinces socialistes autonomes (avec le Kosovo) de la république socialiste de Serbie (la plus grande et la plus peuplées des six républiques socialistes formant la république fédérative socialiste de Yougoslavie). Ils restent illégaux dans le reste de la république socialiste de Serbie (y compris dans la province socialiste autonome du Kosovo). En 1990, la Province socialiste autonome de Voïvodine réintègre le système juridique de la république socialiste de Serbie et l'homosexualité masculine redevient alors illégale.

### République fédérale de Yougoslavie (1992-2003)
En 1994, les rapports sexuels entre hommes sont dépénalisés dans la république de Serbie, qui forme alors, avec la république du Monténégro, la république fédérale de Yougoslavie. La majorité sexuelle est fixée à 18 ans pour la pénétration anale entre hommes et à 14 ans pour les autres pratiques sexuelles.

### Serbie-et-Monténégro (2003-2006)
En Serbie-et-Monténégro, le 1er janvier 2006, la majorité sexuelle est égalisée à 14 ans pour toutes les pratiques sexuelles, indépendamment du sexe ou de l'orientation sexuelle.

## Reconnaissance des couples de même sexe
Les couples de même sexe ne sont pas reconnus par la loi. L'article 62 de la Constitution serbe, adoptée en novembre 2006, définit le mariage comme l'union d'un homme et d'une femme. Elle ne mentionne pas en revanche d'autres formes d'unions civiles, qui ne sont donc pas explicitement interdites.
En août 2023, le président Aleksandar Vučić déclare qu'il refuserait de signer une loi autorisant le mariage entre couple du même sexe aussi longtemps qu'il sera au pouvoir.

## Service militaire
Depuis 2010, les gays et les lesbiennes peuvent ouvertement servir dans l'armée serbe. Cette information n'a toutefois pas été diffusée largement par les médias. Mais les activistes serbes pour les droits LGBT ont fait circuler l'information au sein de leur communauté et ont encouragé ses membres à s'enrôler.

## Protection juridique
Jusqu'en 2002, la Serbie n'avait pas de législation visant à protéger les personnes LGBT.
En 2002, l'Assemblée nationale adopte une loi sur l'Audiovisuel dont l'article 21 permet à l'agence de l'Audiovisuel d'empêcher la diffusion d'informations incitant à la discrimination, à la haine et à la violence fondées sur l'orientation sexuelle (parmi d'autres critères).
En 2005, à la faveur d'une modification du Code du travail, la discrimination en matière d'emploi fondée sur l'orientation sexuelle est interdite. Cependant, il n'existe pas de trace d'une plainte déposée en vertu de cette loi anti-discrimination.
Cette même année, l'Assemblée nationale adopte une loi sur l'Enseignement supérieur qui garantit l'égalité des droits dans ce domaine, indépendamment de l'orientation sexuelle (et d'autres critères).
Le 26 mars 2009, l'Assemblée nationale adopte une loi unifiée contre les discriminations qui interdit notamment les discriminations fondées sur l'orientation sexuelle ou l'identité de genre dans tous les domaines,.
Le 5 juillet 2011, l'Assemblée nationale adopte une loi sur la Jeunesse qui interdit la discrimination fondée sur l'orientation sexuelle.
Le 28 juillet 2011, l'Assemblée nationale adopte une modification à la loi sur l'Assurance santé : à partir de 2012, les opérations de réattribution sexuelle sont entièrement remboursées par l'État.

## Lois contre les appels à la haine
Depuis 2003, une loi sur le « Droit de l'Information » comporte des dispositions sur les discriminations fondées sur l'orientation sexuelle dans les médias, reprenant une loi adoptée en 2002, mais qui avait été insuffisamment appliquée. Par la suite, une loi Anti-Discrimination de 2009 interdit les discours de haine ciblant l'orientation sexuelle[réf. nécessaire].

## Crime de haine
Le 24 décembre 2012, l'Assemblée nationale a adopté des modifications au Code pénal pour y introduire la notion de "crime de haine", notamment sur la base de l'orientation sexuelle et de l'identité de genre.

## Marche des fiertés
La première marche des fiertés est organisée en 2001, notamment à l'initiative de la militante féministe lesbienne Lepa Mlađenović. Entre 2011 et 2013, la marche des fiertés de Belgrade est suspendue. En effet, en 2010, une attaque de groupes ultranationalistes s'y déroule et fait cent cinquante blessés. En 2017, la Première ministre Ana Brnabić y participe.
La marche des fiertés de Belgrade en septembre 2023 a rassemblé des centaines de personnes et une cinquantaine de contre-manifestants, malgré l'opposition de groupes d’extrême droite et de l’exécutif conservateur.

## Tableau récapitulatif
| Dépénalisation de l’homosexualité                                                   | Depuis 1994 |
| Majorité sexuelle identique à celle des hétérosexuels                               | Depuis 2006 |
| Interdiction des discours de haine contre les LGBT                                  | Non         |
| Interdiction de la discrimination liée à l'orientation sexuelle à l'embauche        | depuis 2005 |
| Interdiction de la discrimination liée à l'identité de genre dans tous les domaines | Depuis 2009 |
| Mariage civil ou partenariat civil                                                  | Non         |
| Adoption conjointe dans les couples de personnes de même sexe                       | Non         |
| Adoption par les personnes homosexuelles célibataires                               | Non         |
| Droit pour les gays de servir dans l’armée                                          | Depuis 2010 |
| Droit de changer légalement de genre (après stérilisation)                          | Non         |
| Gestation pour autrui pour les gays                                                 | Non         |
| Accès aux FIV pour les lesbiennes                                                   | Non         |
| Autorisation du don de sang pour les HSH                                            | Non         |